# Trompeterhof (Nörvenich)

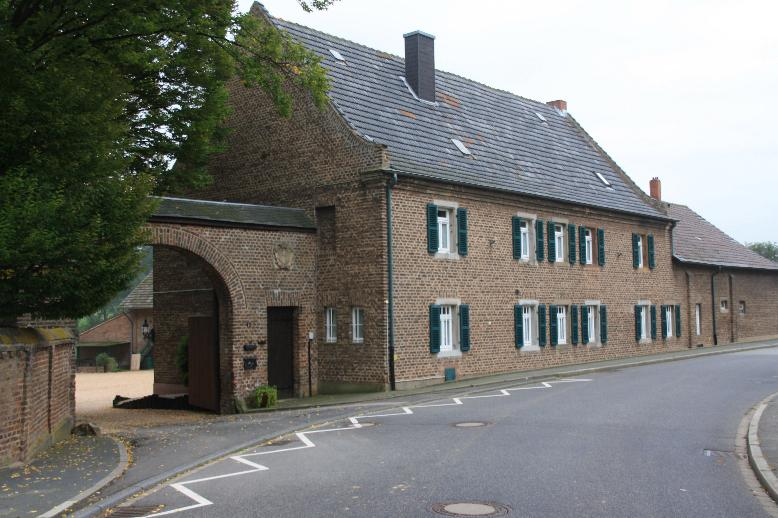
Straßenansicht

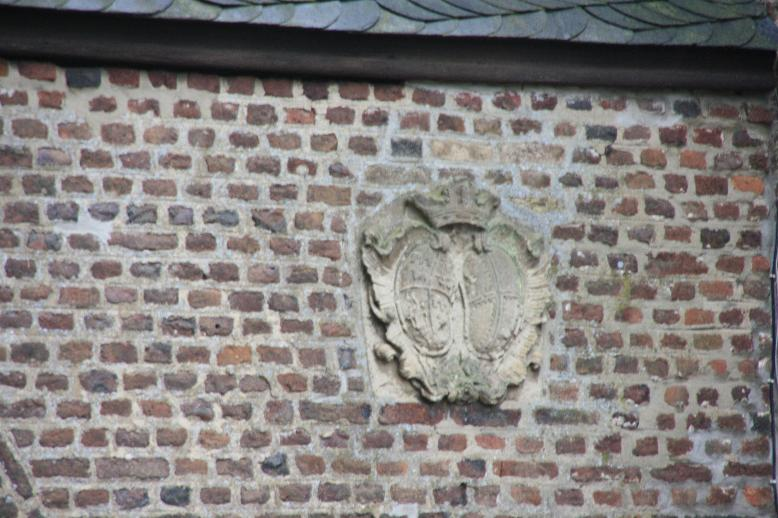
Wappen am Torbogen

Der Trompeterhof, auch Trompeterburg genannt, ist eine denkmalgeschützte Hofanlage in der Hirtstraße 13 in Nörvenich im Kreis Düren, Nordrhein-Westfalen.
Die zweiflügelige, nach früheren Unterlagen dreiflügelige Hofanlage, ist in ihrem heutigen Aussehen im 18. Jahrhundert entstanden. Neben dem Korbbogentor steht ein kleines Pförtchen, über dem das Wappen von Franz Joseph Graf Wolff Metternich, genannt Elmpt von Burgau, und seiner Frau Maria Isabella Theresia von Gymnich steht, die im Jahre 1737 geheiratet und um diese Zeit den Hof im Stil der Zeit baulich verändert oder neu erbaut haben. Die heute noch übliche Bezeichnung Trompeterhof erscheint nicht in alten Akten und Urkunden. Eine einzige Erwähnung dieses Namens wurde in der Katasterkarte 1808/09 gefunden.
Am 30. Dezember 1944 ist der Hof durch Fliegerbomben sehr stark zerstört und nach dem Zweiten Weltkrieg wieder aufgebaut worden.
Wie Reiner Badenheuer in seinen Aufzeichnungen von 1770 bis 1789 berichtet, musste der Metternicher Hof, wie das Anwesen genannt wurde, einen Mann zum Läuten der mittleren Glocke abstellen, wenn an den Maiabenden „gegen das Donnern“ geläutet wurde und ebenfalls, wenn bei einem aufziehenden Gewitter mit dem Glockenklang dagegen angegangen wurde. 
Seit dem Ende des 17. Jahrhunderts sind die Namen der Pächter des Hofes fast lückenlos bekannt. Von 1696 bis zum Jahre 1794 sind Angehörige der Familie Olbertz auf  dem Metternicher Hof gewesen. Die Olbertz waren eine in Nörvenich und in weiterer Umgebung bekannte und angesehene Halfenfamilie. Ihnen folgten 1794 bis 1845 Mathäus Vaaßen und sein Sohn Franciscus Jacobus Vaaßen, der 1845 verzogen ist. Seine Nachfolger auf dem Hof sind für das 19. Jahrhundert nicht bekannt.
Nach der Veröffentlichung der Landwirtschaftskammer von 1914 „Güter und größere Höfe der Rheinprovinz“, hatte der Hof 50 ha Ackerland. Damals war er an Severin Adams verpachtet, der ihn mit sechs Pferden bewirtschaftete und 30 Stück Rindvieh und zehn Schweine hielt. 
Später hat Reiner Badenheuer den Hof gepachtet. 1933 wurde er an den Kölner Industriellen  Dr. Julius Schütz verkauft, der hier Wohnung nahm und ihn von einem Verwalter bewirtschaften ließ. Ende der 1950er Jahre kam der Trompeterhof durch Kauf an die Familie Leunissen, die ihn in der folgenden Generation heute noch bewirtschaften. 
Der Hof wurde am 19. März 1985 mit Ergänzung am 12. August 2005 in die Denkmalliste der Gemeinde Nörvenich unter Nr. 43 eingetragen. Die Ergänzung des Denkmals erfolgt 2005 um die Backsteinmauer vom Annahof bis zur Grenze Friedhof.
Zum Trompeterhof gehört die Ruine der Harff’schen Burg.
Koordinaten: 50° 48′ 18,4″ N, 6° 38′ 39,9″ O